# Il mestiere delle armi
Il mestiere delle armi és una pel·lícula d'Ermanno Olmi de 2001, coproduïda per Itàlia, França, Alemanya i Bulgària.

## Argument
A la tardor de 1526, l'Emperador Carles V, envia els seus lansquenets alemanys dirigits per Georg von Frundsberg contra Roma. Els exèrcits papals, inferiors en nombre, dirigits per Giovanni de Medici, intenten encalçar-los enmig d'un dur hivern. En una escaramussa, Giovanni de Medici és ferit en una cama per un tret de falconet. Els intents de curar-lo són debades i mor. Els exèrcits imperials ataquen Roma. La pel·lícula mostra les dures condicions d'una guerra i la seva manca de glòria. Acaba amb la declaració feta després de la mort de Giovanni de Medici pels comandants dels exèrcits d'Europa de no utilitzar més armes de foc a causa de la seva crueltat.

## Repartiment
- Hristo Jivkov: Giovanni De' Medici
- Desislava Tenekedjieva: Maria Salviati
- Sandra Ceccarelli: Nobildonna di Mantova
- Sasa Vulicevic: Pietro Aretino
- Sergio Grammatico: Federico II Gonzaga
- Dimitar Ratchkov: Luc'Antonio Cuppano
- Aldo Toscano: Loyso Gonzaga
- Fabio Giubbani: Matteo Cusastro
- Franco Palmieri: Paolo Giovio

## Premis
- 9 David di Donatello:
  - Millor Pel·lícula
  - Millor director: Ermanno Olmi
  - Millor guionista: Ermanno Olmi –
  - Millor productor: Luigi Musini, Roberto Cicutto i Ermanno Olmi
  - Millor escenografia: Luigi Marchione
  - Millor fotografia: Fabio Olmi
  - Millor vestuari: Francesca Sartori
  - Millor muntatge: Paolo Cottignola
  - Millor música: Fabio Vacchi)